# Toros Mobil Park
Toros Mobil Park es un estadio de béisbol ubicado en la ciudad de Tijuana, Baja California, México. Es uno de los más importantes centros deportivos para la ciudad. Actualmente, el estadio es la sede de los Toros de Tijuana, equipo que compite en la Liga Mexicana de Béisbol (LMB), y de los Toritos de Tijuana de la Liga Norte de México. Conocido por su fervorosa afición, el estadio ha sido escenario de numerosos eventos deportivos y culturales, y se ha destacado como uno de los recintos más relevantes en el ámbito del béisbol mexicano.

## Historia
El estadio fue inaugurado el 12 de octubre de 1977, con un partido de la Liga Mexicana del Pacífico entre los Potros de Tijuana y los Águilas de Mexicali. Este evento marcó el inicio de una larga tradición deportiva en la región. Sin embargo, tras la expulsión de Tijuana de la Liga Mexicana del Pacífico en 1989, el béisbol profesional fue suspendido en el estadio por varios años. Durante ese período, el recinto fue utilizado para albergar partidos de fútbol, siendo sede de equipos como Inter de Tijuana, Chivas Tijuana, Nacional Tijuana y Trotamundos Tijuana.
En 2004, el estadio volvió a ser utilizado para el béisbol profesional, pero ahora bajo el auspicio de la Liga Mexicana de Béisbol (LMB) y con la llegada de la nueva franquicia Toros de Tijuana. El regreso de los Toros de Tijuana fue muy bien recibido por la afición local, lo que se reflejó en un notable incremento en la asistencia al estadio. De hecho, el estadio se posicionó como uno de los de mayor aforo en la liga, lo que llevó a una ampliación de su capacidad, pasando de 14,000 a 17,000 asientos.
El estadio, que en sus primeras décadas fue conocido como Estadio del Cerro Colorado debido a su ubicación al pie del cerro del mismo nombre, ha experimentado varios cambios de denominación a lo largo de los años. Estos cambios estuvieron relacionados principalmente con los acuerdos de patrocinio con distintas empresas que adquirieron los derechos de nombre del recinto.
1. Estadio Calimax (2004–2008):[3] A partir de 2004, el estadio adoptó el nombre de Estadio Calimax, tras un acuerdo de patrocinio con la cadena de supermercados Calimax. Durante este periodo, el estadio sirvió como la casa de los Toros de Tijuana en su regreso a la Liga Mexicana de Béisbol. Sin embargo, el contrato de patrocinio con Calimax finalizó en 2008, lo que llevó a la siguiente etapa de cambios en la identidad del estadio.
2. Estadio Gasmart (2013–2018):[4] En 2013, Grupo Enerser, propietario de la cadena de gasolineras Gasmart, asumió los derechos del nombre, rebautizando el estadio como Estadio Gasmart. Esta denominación se mantuvo durante varios años, hasta el año 2018. Durante esta etapa, el estadio fue remodelado para la entrada de los Toros de Tijuana a la Liga Norte de México, y continuó siendo un centro de gran relevancia para el deporte en la región.
3. Estadio Chevron (2019–2024):[5] En 2019, el estadio pasó a llamarse Estadio Chevron, tras un nuevo acuerdo de patrocinio con la compañía energética Chevron. Este nombre se mantuvo hasta principios de 2025, cuando una nueva reestructuración de patrocinios y el renombramiento del estadio dieron paso a su actual denominación.
4. Toros Mobil Park (2025–presente)[6]: A partir de marzo de 2025, el estadio fue rebautizado como Toros Mobil Park, en asociación con la empresa de combustibles Mobil. Esta nueva identidad refleja no solo un cambio en la denominación, sino también el deseo de consolidar aún más la conexión con la afición y la historia de los Toros de Tijuana, cuyo nombre sigue siendo sinónimo de identidad y pasión en la ciudad.